# Скворцов, Николай Александрович (партийный деятель)
Николай Александрович Скворцов (14(26) октября 1899 года — 15 января 1974 года) — советский государственный и партийный деятель. Член ЦК ВКП(б) (1939—52 гг.). Член ЦРК КПСС (1952—56 гг.). Депутат Верховного Совета СССР 1, 2, 4 созывов.

## Биография
В 1934 году окончил Московский плановый институт, в 1959 году — Высшие экономические курсы при Госплане СССР.
- 1918—1919 — красногвардеец, помощник начальника пересыльных пунктов управления военных сообщений Каспийско-Кавказского фронта.
- 1919—1920 — заведующий финансовым подотделом отдела труда Красноярского уисполкома Астраханской губернии.
- 1920 — военком 4-й отдельной штрафной части, Астраханская губерния.
- 1920—1921 — заместитель председателя Манычской уездной комиссии по борьбе с бандитизмом и дезертирством.
- 1921—1923 — заведующий агитационно-пропагандистским отделом Манычского укома ВКП(б), заведующий уездным отделом народного образования, заместитель председателя Манычского уисполкома.
- 1923—1924 — заведующий уездным отделом образования — заместитель председателя Ремонтненского уисполкома.
- 1924—1925 — секретарь Ремонтненского укома РКП(б.
- 1925—1928 — заведующий Сальским окружным отделом народного образования.
- 1928—1930 — заместитель председателя сальского окрисполкома — председатель окружного планового отдела.
- 1930—1934 — студент Московского планового института.
- 1933—1938 — в отделе руководящих партийных органов ЦК ВКП(б): инструктор учётного отдела, руководитель группы учёта кадров, заместитель заведующего сектором, заведующий сектором учёта кадров, заведующий сектором военных кадров, заместитель заведующего отделом.
- 1938—1945 — второй (в мае), первый секретарь ЦК КП(б) Казахстана.
- 1945—1947 — народный комиссар, министр технических культур СССР.
- 1947—1953 — министр совхозов СССР.
- 1953 — член коллегии Министерства сельского хозяйства и заготовок СССР.
- 1953—1957 — заместитель начальника Управления сельского хозяйства Министерства промышленности продовольственных товаров СССР.
- 1957—1965 — заместитель начальника Главного управления по поставкам сырья для пищевой промышленности при Госплане СССР.
- 1965—1966 — и.о. начальника Главного управления по поставкам сырья для пищевой промышленности Министерства пищевой промышленности СССР.
- с июля 1966 года персональный пенсионер союзного значения.

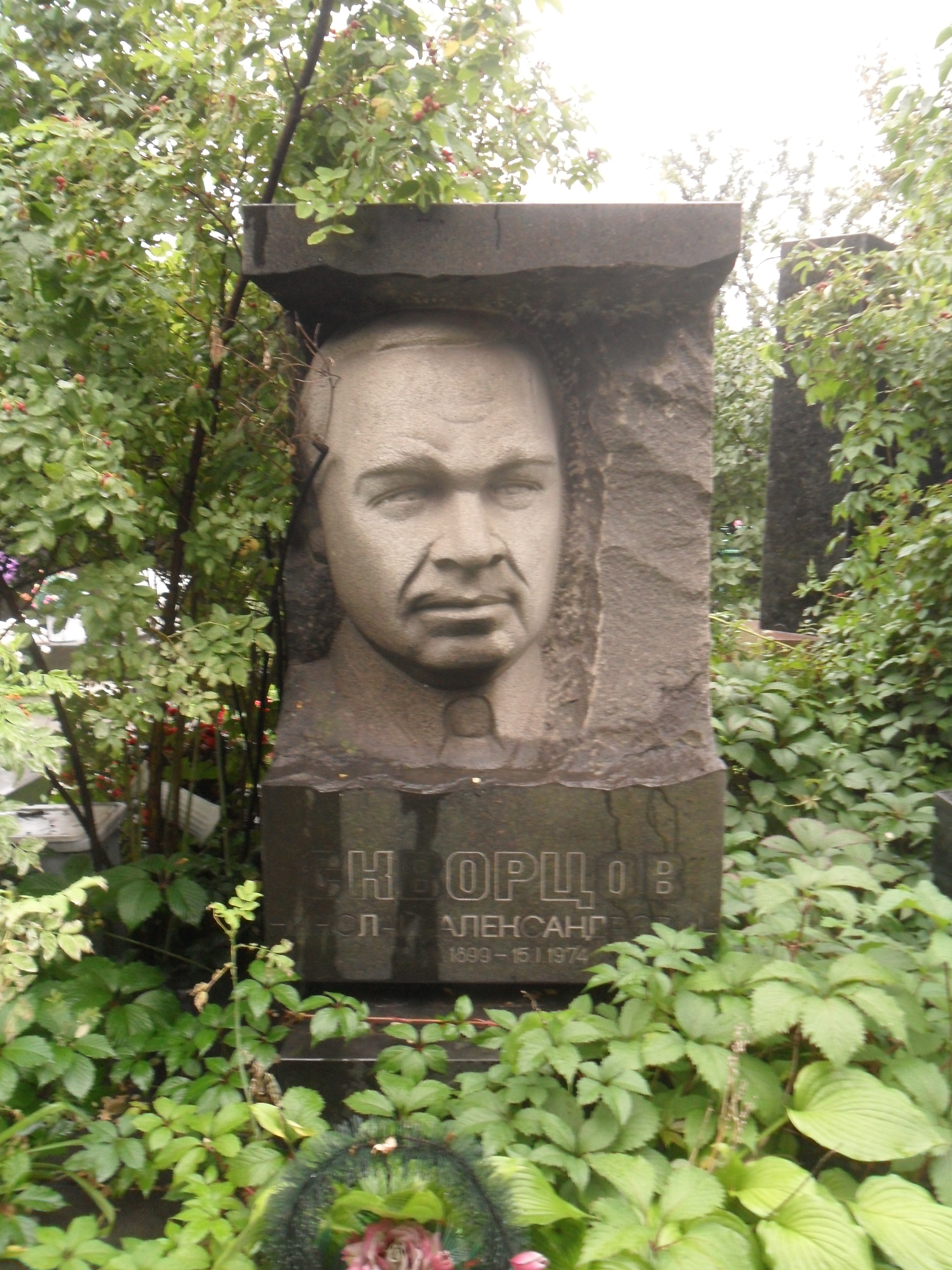
Могила Скворцова на Новодевичьем кладбище.

## Награды и звания
- два ордена Ленина
- орден Отечественной войны I степени
- орден Трудового Красного Знамени
- орден «Знак Почёта»